# Extracteur de Kutscher-Streudel

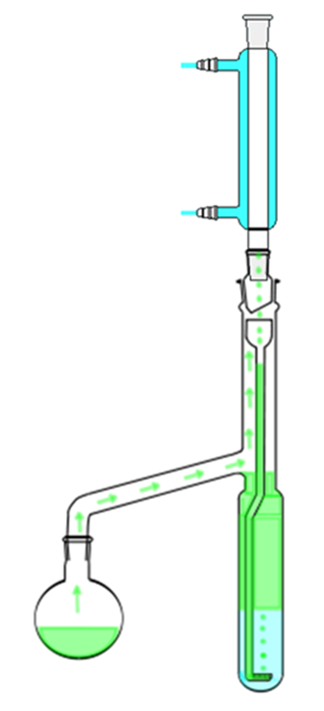
Schéma d'une extraction avec un extracteur de Kutscher-Steudel

Un extracteur de Kutscher-Steudel est un appareil en verre qui est utilisé dans les laboratoires chimiques pour réaliser des extractions liquide-liquide en continu avec un solvant ayant une masse volumique inférieure à celle de l'eau. Cet extracteur est utilisé lorsqu'il faut agiter manuellement et trop longtemps une ampoule à décanter.

## Histoire
Cet appareil a été inventé au début du vingtième siècle par Friedrich Cocher et Hermann Steudel de l'institut de physiologie de l'université de Marbourg.

## Fonctionnement
Un solvant organique tel que l'éther diéthylique est chauffé dans un récipient jusqu'à ébullition. La vapeur pénètre dans l'appareil par l'intermédiaire d'un coude oblique vers le haut et atteint un réfrigérant à reflux, où elle est condensée. Les gouttes sont collectées dans un insert en verre en forme d'entonnoir, qui a une ouverture à l'extrémité inférieure. L'insert est placé dans un récipient cylindrique dans lequel se trouve la solution aqueuse contenant le ou les solutés à extraire. Le solvant entre en contact avec cette solution. Les gouttes migrent individuellement vers le haut, car elles sont plus légères que l'eau. Sur leur chemin, elles sont chargées avec les substances extractibles et s'accumulent au-dessus de la phase aqueuse. Dès que le niveau de la phase organique atteint le coude, elle retourne dans le récipient d'ébullition, où elle est évaporée à nouveau. De cette façon, les substances extraites s'accumulent lentement dans le ballon.
Depuis son invention, l'appareil a été modifié et optimisé, mais le principe d'extraction a été conservé. Après le début de la production du verre fritté, ce verre a été ajouté au bout de l'insert. En conséquence, de petites gouttelettes du solvant (avec donc une grande surface) sont formées, ce qui améliore l'efficacité de l'extraction.
L'extracteur de Kutscher-Steudel est fabriqué en différentes tailles et proposé par plusieurs entreprises.

## Types de solvants
L'extracteur de Kutscher-Steudel a été développé pour l'extraction de solutions aqueuses avec des solvants ayant une masse volumique inférieure à celle de l'eau, à l'origine de l'éther diéthylique, mais aussi, par exemple, le pentane, le n-Hexane ou l'acétate d'éthyle.
Pour une extraction répétée avec des solvants ayant une masse volumique supérieure à celle de l'eau, tels que le chloroforme et le dichlorométhane, il est possible d'utiliser l'extracteur de Wehrli. Cet extracteur est basé sur le même principe mais la phase organique traverse la phase aqueuse dans le sens inverse, c'est-à-dire de haut en bas.